# Architecture à Philadelphie
L'architecture à Philadelphie est l'une des plus anciennes et des plus variées des États-Unis. La ville offre de nombreuses constructions de styles divers, allant du style georgien aux gratte-ciel modernes. 
Depuis quelques années[évasif], la municipalité a entrepris de mettre en valeur ce patrimoine architectural, afin de développer le tourisme.

## Urbanisme

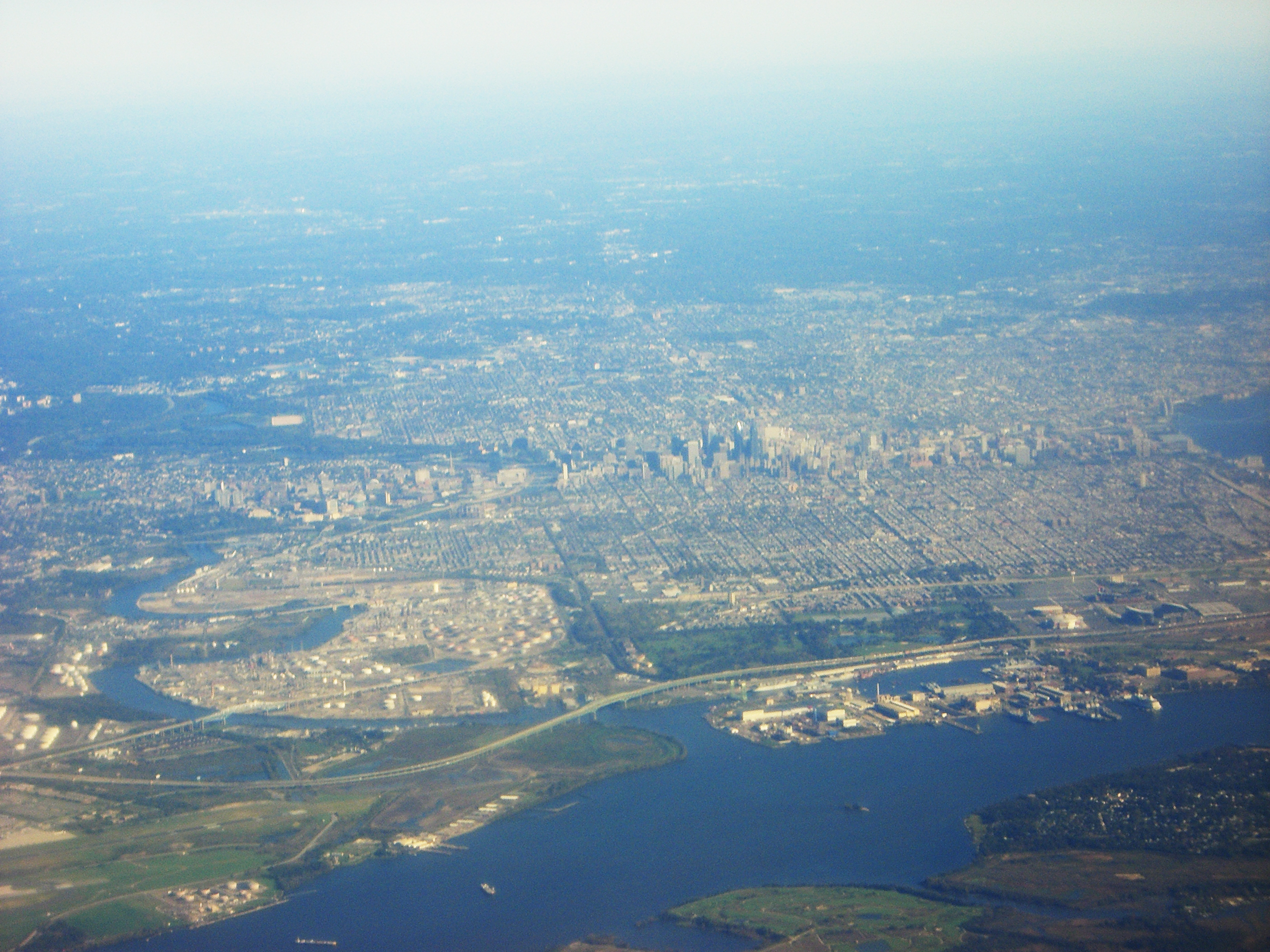
Image aérienne de Philadelphie. Au premier plan (sud) : la confluence entre la Schuylkill et le Delaware, la zone industrialo-portuaire ; au second plan, on distingue le plan en damier, le centre des affaires avec ses gratte-ciel ; à gauche : le quartier des universités et le Fairmount Park

L'urbanisme de Philadelphie est caractéristique d'une grande ville américaine, à ceci près qu'elle possède un quartier historique que l'on ne retrouve qu'à Boston ou La Nouvelle-Orléans.
Le centre-ville (Center City) suit un plan orthogonal ; il forme un quadrilatère délimité à l'est par le Delaware au nord par Vine Street, à l'ouest par la Schuylkill et au sud par South Street. Le centre de ce quadrilatère est l'hôtel de ville. Ce bâtiment se trouve dans l'axe de deux rues, Broad Street et Market Street, qui se coupent à angle droit à la manière d'un cardo et d'un decumanus romain. La Benjamin Franklin Parkway, sorte de Champs-Élysées de Philadelphie, est une avenue radiale qui relie l'hôtel de ville au Fairmount Park et au Museum of Art. Le centre historique se trouve à l'est, le centre des affaires à l'ouest. Le quartier compte de nombreuses institutions culturelles, des galeries et des centres commerciaux.
Autour du centre-ville se trouvent des ghettos (West Philadelphia, Camden) ainsi que le quartier universitaire (University City, à l'ouest de la Schuylkill). Cette première auréole est également constituée de quartiers intermédiaires et mixtes, qui ont chacun leur identité. La plupart correspondent aux anciens villages ou villes qui composaient le comté de Philadelphie avant leur annexion par la ville. Les quartiers de classes moyennes et aisées s'étendent assez loin du centre-ville et sont reliés à lui par un système de voies rapides.

## Architecture coloniale

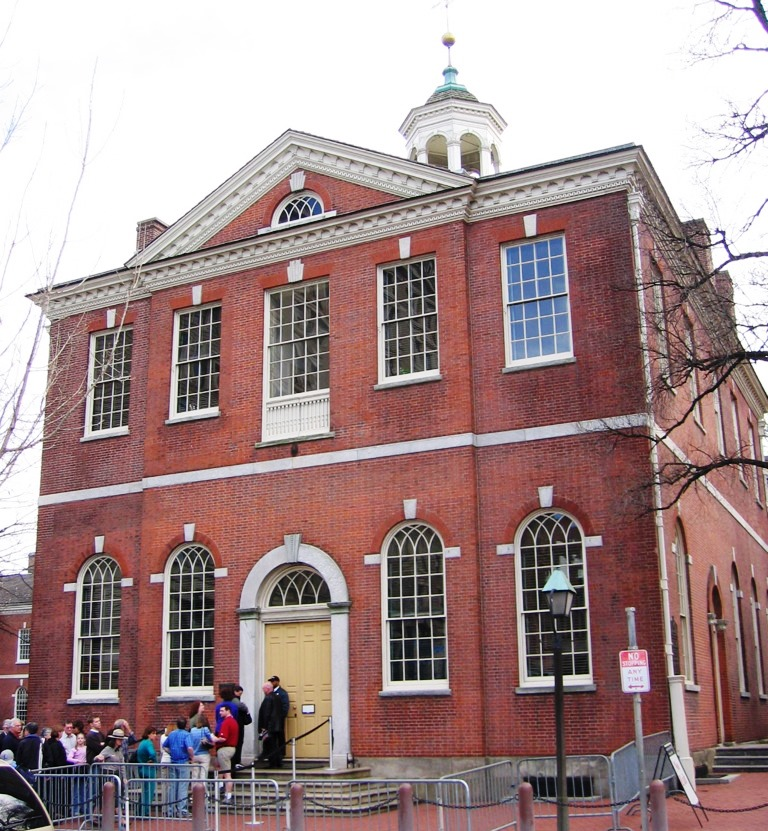
Old City Hall.

Philadelphie est, avec Boston, l'une des rares métropoles américaines à disposer d'un patrimoine historique remontant au XVIIIe siècle. Ce patrimoine se trouve essentiellement dans l'est du Center City : 
- Independence Hall est un bâtiment construit en briques rouges entre 1732 et 1753. Son plan fut conçu dans le style georgien par l’architecte Edmund Woolley et l’avocat Andrew Hamilton. Il fut construit pour abriter l’assemblée coloniale de Pennsylvanie avant la Révolution. Il est encadré par deux autres bâtiments politiques : à l’est le vieil hôtel de ville (Old City Hall) et à l’ouest la salle du Congrès (Congress Hall). Ensemble, les trois édifices qui occupent un bloc de la ville forment le « square de l’indépendance » (Independence Square) avec le Philosophical Hall, où se réunissait l’American Philosophical Society.

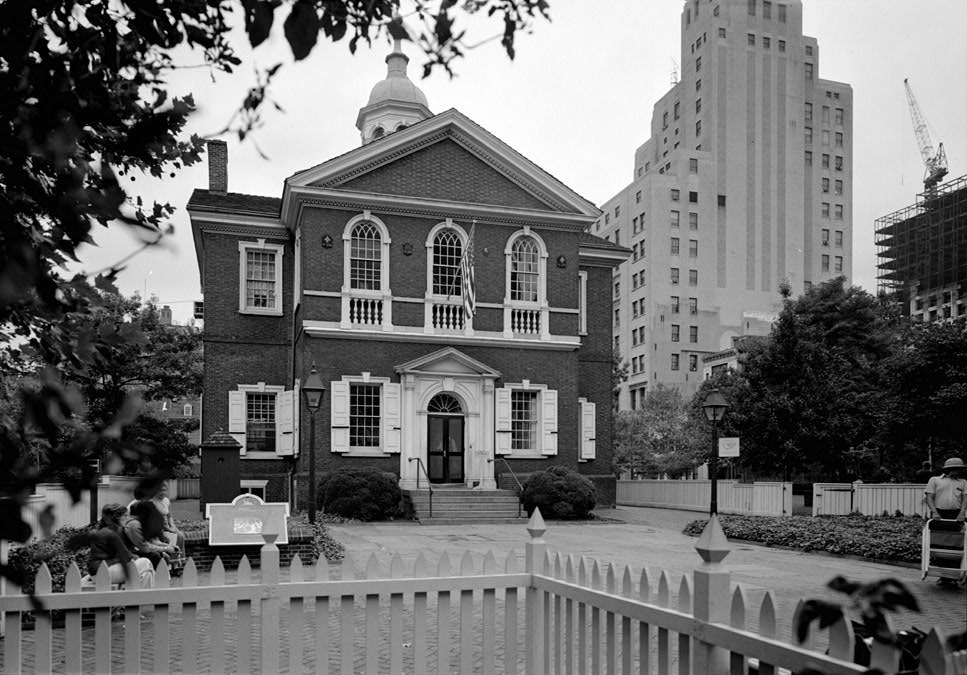
La façade du Carpenters' Hall.

- Le Carpenters' Hall est un bâtiment du XVIIIe siècle de quatre étages, construit par Robert Smith (1722-1777). Situé sur Chester Street, il fit office de salle de réunion politique à partir de 1770. Son architecture georgienne a été classée monument historique en 1970.

Le Premier Congrès continental, assemblée des délégués des Treize colonies américaines au XVIIIe siècle, se réunit dans le Carpenters' Hall en septembre et octobre 1774, car la Pennsylvania State House (Independence Hall) était déjà occupée par l'assemblée provinciale torie de Pennsylvanie.

## Style néo-classique

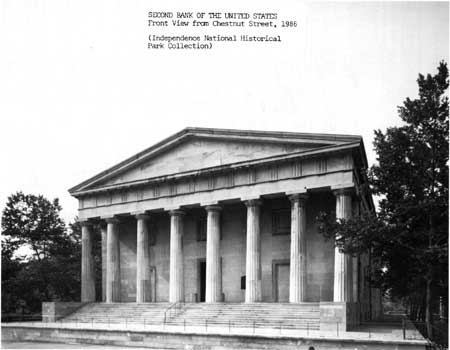
Second bank of the US.

- Le Philadelphia Museum of Art, fondé en 1876, se trouve dans le Fairmount Park. Sa façade évoque un temple grec.
- First Bank of the US.
- Second Bank of the US.

## Gratte-ciel

Vue sur le centre des affaires de Philadelphie.

Philadelphie n'est pas une ville très haute en raison d'une loi tacite qui interdisait d'édifier des bâtiments plus hauts que la statue de William Penn situé en haut du City Hall. Le One Liberty Place fut le premier bâtiment à rompre cet usage, ce qui d'ailleurs serait la cause des malédictions arrivant sur les équipes sportives de la ville, appelée la malédiction de Billy Penn. Mais aujourd'hui, il est possible de construire des gratte-ciel et les nombreux projets en cours témoignent de la renaissance économique de la ville. Ainsi, le Comcast Center sera le plus grand gratte-ciel de Philadelphie.
Parmi les plus grands édifices de la ville :
|      |                                                                     | Hauteur | Hauteur |        |       |
| Rang | Nom                                                                 | (ft)    | (m)     | Étages | Année |
| ---- | ------------------------------------------------------------------- | ------- | ------- | ------ | ----- |
| 1    | Comcast Center (Philadelphie)                                       | 975     | 297     | 57     | 2008  |
| 2    | One Liberty Place                                                   | 945     | 288     | 61     | 1987  |
| 3    | Two Liberty Place                                                   | 848     | 258     | 58     | 1990  |
| 4    | Mellon Bank Center                                                  | 792     | 241     | 54     | 1990  |
| 5    | Three Logan Square (anciennement Bell Atlantic Tower-Verizon Tower) | 739     | 225     | 55     | 1991  |
| 6    | Blue Cross Tower (G. Fred DiBona Jr. Building)                      | 625     | 191     | 45     | 1990  |
| 7    | One Commerce Square                                                 | 565     | 172     | 41     | 1987  |
| 8    | Two Commerce Square                                                 | 565     | 172     | 41     | 1992  |
| 9    | Philadelphia City Hall                                              | 548     | 167     | 9      | 1901  |
| 10   | 1818 Market Street                                                  | 500     | 152     | 40     | 1974  |
| 11   | The St. James                                                       | 498     | 152     | 45     | 2004  |
| 12   | Loews Philadelphia Hotel (old PSFS Building)                        | 492     | 150     | 36     | 1932  |
| 13   | PNC Bank Building                                                   | 491     | 150     | 40     | 1983  |
| 14   | Centre Square II                                                    | 490     | 149     | 40     | 1973  |
| 15   | Five Penn Center                                                    | 490     | 149     | 36     | 1970  |
| 16   | Hotel Drake                                                         | 375     | 114     | 33     | 1929  |